# Kuwaits ambassad i Stockholm
Kuwaits ambassad i Stockholm är Kuwaits diplomatiska representation i Sverige. Ambassadör sedan 2015 är Nabeel Rashid Aldakheel. Ambassaden är belägen på Adolf Fredriks kyrkogata 13 . Kuwait och Sverige har haft diplomatiska förbindelser sedan 1965 och ambassaden öppnades 1994.

## Beskickningschefer
| Namn                      | Period    | Funktion   | Anmärkning                                                                   |
| ------------------------- | --------- | ---------- | ---------------------------------------------------------------------------- |
| Sami Mohammed Al-Sulaiman | 2005–2009 | Ambassadör | Sidoackrediterad till Norge och Island (från 2006) samt Danmark (från 2007). |
| Ali I. Alnikhailan        | 2009–2015 | Ambassadör |                                                                              |
| Nabeel Rashid Aldakheel   | 2015–     | Ambassadör |                                                                              |